# I Reis
I Reis (também Primeiro Livro dos Reis) é um dos livros históricos do Tanakh e do Antigo Testamento da Bíblia vem depois de II Samuel e antes de II Reis. É formado por 22 capítulos e sua narrativa dá continuidade aos acontecimentos narrados em II Samuel, iniciando-se com a coroação do rei Salomão sobre todo Israel até o final dos reinados de Acabe e Josafá, os quais, respectivamente governaram o Reino de Israel e o Reino de Judá.
Assim, o livro trata do apogeu do reino de Israel, sua divisão em dois países entre as doze tribos após a morte de Salomão, a perversão moral tanto dos governantes quanto do povo que abandonaram a fé num único Deus para praticarem a idolatria aos deuses pagãos, mencionando os feitos do profeta Elias em seu ministério.
O livro contém uma teologia da autoridade política: o rei deve ser fiel a Deus (1Rs 2,3) e governar com sabedoria e justiça, servindo ao povo (1Rs 12,7), que pertence unicamente a Deus (1Rs 3,8-9).

## Visão panorâmica
- Parte 1 - O Reinado de Salomão. Capítulo 1 ao Capítulo 11.
- Parte 2 - A Divisão do Reino: Israel e Judá. Capítulo 12 ao Capítulo 22.

## Personagens principais
- Salomão
- Jeroboão I
- Profeta Aías
- Roboão
- Asa
- Acabe e Jezabel
- Profeta Elias
- Josafá